# Liste der Staatsoberhäupter 1788
Übersicht
◄◄ | ◄ | 1784 | 1785 | 1786 | 1787 | Liste der Staatsoberhäupter 1788 | 1789 | 1790 | 1791 | 1792 | ► | ►►

Weitere Ereignisse

## Afrika
- Äthiopien
  - Kaiser: Iyasu III. (1784–1788)
  - Kaiser: Tekle Giyorgis I. (1788–1789)

- Burundi
  - König: Mwambutsa III. Syarushambo Butama (ca. 1767–ca. 1796)

- Dahomey
  - König: Kpengla (1774–1789)

- Marokko (Alawiden-Dynastie)
  - Sultan: Mulai Muhammad (1757–1790)

- Tunesien (Husainiden-Dynastie)
  - Sultan: Hammuda Bey (1782–1814)

## Amerika

### Angloamerika
- Vereinigte Staaten
  - Präsident der Vereinigten Staaten im versammelten Kongress: Cyrus Griffin (1788)
  - Gouverneure der 13 unabhängigen Staaten:
    - Connecticut: Gouverneur Samuel Huntington (1786–1796)
    - Delaware: Präsident Thomas Collins (1786–1789)
    - Georgia: Gouverneur George Mathews (1787–1788), gefolgt von George Handley (1788–1789)
    - Maryland: Gouverneur William Smallwood (1785–1788), gefolgt von John Eager Howard (1788–1791)
    - Massachusetts: Gouverneur John Hancock (1787–1793)
    - New Hampshire: Präsident John Sullivan (1786–1788), gefolgt von John Langdon (1788–1789)
    - New Jersey: Gouverneur William Livingston (1776–1790)
    - New York: Gouverneur George Clinton (1777–1795)
    - North Carolina: Gouverneur Samuel Johnston (1787–1789)
    - Pennsylvania: Präsident Benjamin Franklin (1785–1788)
    - Rhode Island: Gouverneur John Collins (1786–1790)
    - South Carolina: Gouverneur Thomas Pinckney (1787–1789)
    - Virginia: Gouverneur Edmund Randolph (1786–1788), gefolgt von Beverley Randolph (1788–1791)

  - Franklin: Gouverneur John Sevier (1785–1788)
  - Vermont: Gouverneur Thomas Chittenden (1778–1789)

### Lateinamerika
- Vizekönigreich Brasilien
  - Vizekönig: Luís de Vasconcelos e Sousa (1778–1790)

- Vizekönigreich Neugranada
  - Vizekönig: Antonio Caballero y Góngora (1782–1788)
  - Vizekönig Francisco Gil de Taboada y Lemos (1788–1789)

- Vizekönigreich Neuspanien
  - Vizekönig: Manuel Antonio Flórez (1787–1789)

- Vizekönigreich Peru
  - Vizekönig: Theodor de Croix (1784–1790)

- Vizekönigreich des Río de la Plata
  - Vizekönig: Nicolás Francisco Cristóbal del Campo, marqués de Loreto (1784–1789)

## Asien
- Abu Dhabi
  - Scheich: Dhiyab bin Isa (1761–1793)

- Afghanistan
  - König: Timur Shah (1772–1793)

- China (Qing-Dynastie)
  - Kaiser: Qian Long (1735–1796)

- Japan
  - Kaiser: Kokaku (1780–1817)
  - Shōgun (Tokugawa): Tokugawa Ienari (1786–1837)

- Korea (Joseon)
  - König: Jeongjo (1776–1800)

- Persien (Zand-Dynastie)
  - Vakīl: Dschafar Khan (1785–1789)

- Thailand
  - König: Rama I. (1782–1809)

## Europa
- Andorra
  - Co-Fürsten:
    - König von Frankreich: Ludwig XVI. (1774–1792)
    - Bischof von Urgell: Josep de Boltas (1785–1795)

- Dänemark und Norwegen
  - König: Christian VII. (1766–1808)

- Frankreich
  - König: Ludwig XVI. (1774–1792)

- Großbritannien und Irland
  - Staatsoberhaupt: König Georg III. (1760–1801) (1801–1820 König des Vereinigten Königreichs,  1760–1806 Kurfürst von Braunschweig-Lüneburg,  1814–1820 König von Hannover)
  - Regierungschef: Premierminister William Pitt der Jüngere (1783–1801, 1804–1806)

- Heiliges Römisches Reich
  - König und Kaiser: Joseph II. (1765–1790) (1780–1790 König von Böhmen, 1780–1790 Herzog von Mailand, 1780–1790 Herzog von Mantua, 1780–1790 Erzherzog von Österreich, 1780–1790 König von Ungarn)
  - Kurfürstenkollegium
    - Erzstift Köln
      - Kurfürst: Maximilian Franz von Österreich (1784–1801) (1784–1801 Bischof von Münster, 1780–1801 Hochmeister des Deutschen Ordens)

    - Erzstift Mainz
      - Kurfürst: Friedrich Karl Joseph von Erthal (1774–1802) (1774–1802 Bischof von Worms)

    - Erzstift Trier
      - Kurfürst: Clemens Wenzeslaus von Sachsen (1768–1801) (1768–1803 Bischof von Augsburg, 1763–1768 Bischof von Freising, 1763–1768 Bischof von Regensburg, 1787–1802 Propst von Ellwangen, 1768–1794 Abt von Prüm)

    - Bayern und Pfalz
      - Kurfürst: Karl Theodor (1777–1799) (1742–17 Kurfürst von der Pfalz, 1742–1799 Herzog von Jülich und Berg)

    - Königreich Böhmen
      - König: Joseph II. (1780–1790) (1765–1790 Kaiser, 1780–1790 Herzog von Mailand, 1780–1790 Herzog von Mantua, 1780–1790 Erzherzog von Österreich, 1780–1790 König von Ungarn)

    - Markgrafschaft Brandenburg
      - Kurfürst: Friedrich Wilhelm II. (1786–1797) (1786–1797 König von Preußen)

    - Herzogtum Braunschweig-Lüneburg
      - Kurfürst: Georg III. (1760–1803) (1760–1801 König von Großbritannien und Irland, 1801–1820 König des Vereinigten Königreichs, 1814–1820 König von Hannover)

    - Herzogtum Sachsen
      - Kurfürst: Friedrich August I. (1763–1806) (1806–1827 König von Sachsen)

  - geistliche Reichsfürsten
    - Hochstift Augsburg
      - Bischof: Clemens Wenzeslaus von Sachsen (1768–1803) (1768–1801 Erzbischof von Trier, 1763–1768 Bischof von Freising, 1763–1768 Bischof von Regensburg, 1787–1802 Propst von Ellwangen, 1768–1794 Abt von Prüm)

    - Hochstift Bamberg
      - Bischof: Franz Ludwig von Erthal (1779–1795) (1779–1795 Bischof von Würzburg)

    - Hochstift Basel
      - Bischof: Sigismund von Roggenbach (1782–1794)

    - Fürstpropstei Berchtesgaden
      - Propst: Joseph Konrad von Schroffenberg-Mös (1780–1803) (1789–1802/03 Bischof von Freising, 1790–1802/03 Bischof von Regensburg)

    - Hochstift Brixen
      - Bischof: Joseph von Spaur (1779–1791)

    - Hochstift Chur (Territorium 1648 eidgenössisch, Bischof Reichsstand ohne unmittelbares Land)
      - Bischof: Franz Dionys von Rost (1777–1793)

    - Fürstabtei Corvey
      - Abt: Johann Karl Theodor von Brabeck (1776–1794) (ab 1792 Bischof)

    - Balleien des Deutschen Ordens
      - Hochmeister: Maximilian Franz von Österreich (1780–1801) (1784–1801 Erzbischof von Köln, 1784–1801 Bischof von Münster)

    - Hochstift Eichstätt
      - Bischof: Johann Anton III. von Zehmen (1781–1790)

    - Fürstpropstei Ellwangen
      - Propst: Clemens Wenzeslaus von Sachsen (1787–1802) (1768–1801 Erzbischof von Trier, 1763–1768 Bischof von Freising, 1763–1768 Bischof von Regensburg, 1768–1794 Abt von Prüm)

    - Hochstift Freising
      - Bischof: Ludwig Joseph von Welden (1768–1788)
      - Bischof: Maximilian Prokop von Toerring-Jettenbach (1788–1789) (1787–1789 Bischof von Regensburg)

    - Abtei Fulda
      - Bischof: Heinrich von Bibra (1759–1788)

    - Hochstift Hildesheim
      - Bischof: Friedrich Wilhelm von Westphalen (1763–1789) (1782–1789 Bischof von Paderborn)

    - Fürststift Kempten
      - Abt: Rupert II. von Neuenstein (1785–1793)

    - Hochstift Konstanz
      - Bischof: Maximilian Christoph von Rodt (1775–1799)

    - Hochstift Lübeck (1555–1803 evangelische Administratoren)
      - Bischof: Peter Friedrich Ludwig von Oldenburg (1785–1803) (1785–1823 Regent von Oldenburg, 1823–1829 Herzog von Oldenburg)

    - Hochstift Lüttich
      - Bischof: Cäsar Constantin Franz von Hoensbroech (1784–1792)

    - Hochstift Münster
      - Bischof: Maximilian Franz von Österreich (1784–1801) (1784–1801 Erzbischof von Köln, 1780–1801 Hochmeister des Deutschen Ordens)

    - Hochstift Osnabrück (1662–1802 abwechselnd katholische und lutherische Bischöfe)
      - Bischof: Friedrich August von Hannover und Albany (1764–1802)

    - Hochstift Paderborn
      - Bischof: Friedrich Wilhelm von Westphalen (1782–1789) (1763–1789 Bischof von Hildesheim)

    - Hochstift Passau
      - Bischof: Joseph Franz Anton von Auersperg (1783–1795)

    - Hochstift Regensburg
      - Bischof: Maximilian Prokop von Toerring-Jettenbach (1787–1789) (1788–1789 Bischof von Freising)

    - Erzstift Salzburg
      - Erzbischof: Hieronymus von Colloredo (1772–1803)

    - Hochstift Speyer
      - Bischof: August von Limburg-Stirum (1770–1797)

    - Abtei Stablo-Malmedy
      - Abt: Célestin Thys (1786–1794)

    - Hochstift Straßburg
      - Bischof: Louis René Édouard de Rohan-Guéméné (1779–1803)

    - Hochstift Trient
      - Bischof: Peter Michael Vigil von Thun und Hohenstein (1776–1800)

    - Hochstift Worms
      - Bischof: Friedrich Karl Joseph von Erthal (1774–1802) (1774–1802 Erzbischof von Mainz)

    - Hochstift Würzburg
      - Bischof: Franz Ludwig von Erthal (1779–1795) (1779–1795 Bischof von Bamberg)

  - weltliche Reichsfürsten
    - Fürstentum Anhalt
      - Anhalt-Bernburg
        - Fürst: Friedrich Albrecht (1765–1796)

      - Fürstentum Anhalt-Dessau
        - Fürst: Leopold III. Friedrich Franz (1751–1817) (1751–1758 unter Vormundschaft) (ab 1807 Herzog)

      - Fürstentum Anhalt-Köthen
        - Fürst: Karl Georg Lebrecht (1755–1789)

      - Anhalt-Zerbst
        - Fürst: Friedrich August (1747–1793) (1747–1752 unter Vormundschaft)

    - Arenberg
      - Herzog: Ludwig Engelbert (1778–1803)

    - Markgrafschaft Baden
      - Markgraf: Karl Friedrich (1771–1803) (1738–1746 unter Vormundschaft) (1738–1771 Markgraf von Baden-Durlach, 1803–1806 Kurfürst von Baden, 1806–1811 Großherzog von Baden)

    - Brandenburg-Ansbach
      - Markgraf: Karl Alexander (1757–1791) (1769–1791 Markgraf von Brandenburg-Bayreuth)

    - Brandenburg-Bayreuth
      - Markgraf: Karl Alexander (1769–1791) (1757–1791 Markgraf von Brandenburg-Ansbach)

    - Braunschweig-Wolfenbüttel
      - Herzog: Karl Wilhelm Ferdinand (1780–1806)

    - Hessen-Darmstadt
      - Landgraf: Ludwig IX. (1768–1790)

    - Hessen-Kassel
      - Landgraf: Wilhelm IX. (1785–1806, 1814–1821) (ab 1803 Kurfürst)

    - Hohenzollern-Hechingen
      - Fürst: Josef Friedrich Wilhelm (1750–1798)

    -  Hohenzollern-Sigmaringen
      - Fürst: Anton Aloys (1785–1831)

    - Jülich und Berg
      - Herzog: Karl Theodor (1742–1799) (1777–1799 Kurfürst von Bayern, 1742–1799 Kurfürst der Pfalz, 1742–1799 Herzog von Pfalz-Neuburg)

    - Liechtenstein
      - Fürst: Alois I. (1781–1805)

    - Mecklenburg
      - Mecklenburg-Schwerin
        - Herzog: Friedrich Franz I. (1785–1837) (ab 1815 Großherzog)

      - Mecklenburg-Strelitz
        - Herzog: Adolf Friedrich IV. (1752–1794)

    - Nassau
      - Ottonische Linie
        - Nassau-Diez
          - Fürst: Wilhelm V. (1751–1806) (1751–1796 Statthalter der Niederlande)

      - Walramische Linie
        - Nassau-Saarbrücken
          - Fürst: Ludwig (1768–1793/94)

        - Nassau-Usingen
          - Fürst: Karl Wilhelm (1775–1803)

        - Nassau-Weilburg
          - Fürst: Karl Christian (1753–1788)
          - Fürst: Friedrich Wilhelm (1788–1816) (ab 1806 im Herzogtum Nassau)

    - Oldenburg
      - Herzog: Peter Friedrich Wilhelm (1785–1823) (unter Regentschaft)
      - Regent: Peter Friedrich Ludwig von Oldenburg (1785–1823) (1785–1803 Bischof von Lübeck, 1823–1829 Herzog von Oldenburg)

    - Österreich
      - Erzherzog: Joseph II. (1780–1790) (1765–1790 Kaiser, 1780–1790 König von Böhmen, 1780–1790 Herzog von Mailand, 1780–1790 Herzog von Mantua, 1780–1790 König von Ungarn)

    - Pfalz-Neuburg
      - Herzog: Karl Theodor (1742–1799) (1742–1777 Kurfürst der Pfalz, 1777–1799 Kurfürst von Pfalz-Bayern, 1733–1799 Herzog von Pfalz-Sulzbach, 1742–1794/99 Herzog von Jülich und Berg)

    - Pfalz-Sulzbach
      - Herzog: Karl Theodor (1733–1799) (1742–1777 Kurfürst der Pfalz, 1777–1799 Kurfürst von Pfalz-Bayern, 1742–1799 Herzog von Pfalz-Neuburg, 1742–1794/99 Herzog von Jülich und Berg)

    - Pfalz-Zweibrücken-Birkenfeld
      - Herzog: Karl II. August (1775–1795)

    - Reuß älterer Linie
      - Graf: Heinrich XI. (1778–1800) (1723–1768 Graf zu Reuß-Obergreiz, 1768–1778 Graf zu Reuß-Greiz)

    - Herzogtum Sachsen
      - Sachsen-Coburg-Saalfeld
        - Herzog: Ernst Friedrich (1764–1800)

      - Sachsen-Gotha-Altenburg
        - Herzog: Ernst II. (1772–1804)

      - Sachsen-Hildburghausen
        - Herzog: Friedrich (1780–1826) (1826–1834 Herzog von Sachsen-Altenburg)

      - Sachsen-Meiningen
        - Herzog: Georg I. (Sachsen-Meiningen) (1763–1803) (1763–1782 unter Vormundschaft)

      - Sachsen-Weimar-Eisenach
        - Herzog: Karl August (1758–1828) (1758–1775 unter Vormundschaft, 1815–1828 Großherzog)

    - Schwarzburg-Rudolstadt
      - Fürst: Ludwig Günther II. (1767–1790)

    - Schwarzburg-Sondershausen
      - Fürst: Christian Günther III. (1758–1794)

    - Waldeck-Pyrmont
      - Fürst: Friedrich Karl August (1763–1805) (1805–1812 Fürst von Waldeck)

    - Württemberg
      - Herzog: Carl Eugen (1737–1793)

  - sonstige Reichsstände (Auswahl)
    - Lippe-Detmold
      - Graf: Leopold I. (1782–1802) (1782–1789, 1790–1794 unter Vormundschaft, ab 1789 Fürst)
      - Regent: Ludwig Heinrich Adolf zur Lippe (1782–1789, 1790–1794)

    - Ortenburg
      - Graf: Joseph Carl Leopold Friedrich Ludwig (1787–1805) (1787–1801 unter Vormundschaft)
      - Regentin: Christiane Louise zum Stein (1787–1801)
      - Regent: Ludwig Emanuel von Ortenburg (1787–1798)

    - Reuß
      - Reuß jüngere Linie
        - Reuß-Ebersdorf
          - Graf: Heinrich LI. (1779–1822) (ab 1806 Fürst)

        - Reuß-Gera
          - Graf: Heinrich XXX. (1748–1802)

        - Reuß-Lobenstein
          - Graf: Heinrich XXXV. (1782–1805) (ab 1790 Fürst)

        - Reuß-Schleiz
          - Graf: Heinrich XLII. (1784–1818) (ab 1806 Fürst)

    - Schaumburg-Lippe
      - Graf: Georg Wilhelm (1787–1860) (1787–1807 unter Vormundschaft, ab 1807 Fürst)
      - Regentin: Juliane von Hessen-Philippsthal (1787–1799)
      - Regent: Johann Ludwig von Wallmoden-Gimborn (1787–1807)

- Italienische Staaten
  - Genua
    - Doge: Raffaele Agostino De Ferrari (1787–1789)

  - Kirchenstaat
    - Papst: Pius VI. (1775–1799)

  - Mailand (1706–1800 zu Österreich)
    - Herzog: Kaiser Joseph II. (1780–1790) (1765–1790 Kaiser, 1780–1790 König von Böhmen, 1780–1790 Herzog von Mantua, 1780–1790 Erzherzog von Österreich, 1780–1790 König von Ungarn)
      - Gouverneur: Ferdinand Karl von Österreich-Este (1771–1796)

  - Massa und Carrara
    - Herzogin: Maria Teresa Cybo-Malaspina (1731–1790) (bis 1744 unter Vormundschaft)

  - Modena und Reggio
    - Herzog: Ercole III. d’Este (1780–1796)

  - Neapel (1735–1806 Personalunion mit Sizilien)
    - König: Ferdinand I. (1759–1799, 1799–1806, 1815–1816) (König von Sizilien 1759–1816, König beider Sizilien 1816–1825)

  - Parma und Piacenza
    - Herzog: Ferdinand (1765–1802)

  - Piombino
    - Fürst: Antonio Boncompagni Ludovisi (1777–1801)

  - Sardinien (Personalunion mit Savoyen)
    - König: Viktor Amadeus III. (1773–1796) (1773–1796 Herzog von Savoyen)
      - Vizekönig: Carlo Francesco Thaon (1787–1790)

  - Savoyen (Personalunion mit Sardinien)
    - Herzog: Viktor Amadeus III. (1773–1796) (1773–1796 König von Sardinien)

  - Sizilien (1735–1806 in Personalunion mit Neapel)
    - König: Ferdinand III. (1759–1816) (1759–1799, 1799–1806, 1815–1816 König von Neapel, 1816–1825 König beider Sizilien)
      - Vizekönig: Francesco d’Aquino (1786–1795)

  - Toskana
    - Großherzog: Leopold I. (1765–1790) (1790–1792 Kaiser, 1790–1792 König von Böhmen, 1790–1792 Herzog von Mailand, 1790–1792 Erzherzog von Österreich, 1790–1792 König von Ungarn)

  - Venedig
    - Doge: Paolo Renier (1779–1789)

- Kurland
  - Herzog: Peter von Biron (1769–1795)

- Malta
  - Großmeister: Emmanuel de Rohan-Polduc (1775–1797)

- Moldau (unter osmanischer Oberherrschaft)
  - Fürst: Alexander Ypsilantis (Dragoman) (1786–1788) (1774–1782, 1796–1797 Fürst der Walachei)
  - Fürst: Emanuel Giani Ruset (1788–1789) (1770–1771 Fürst der Walachei)
  - von Österreich besetzt (1787–1791)

- Monaco
  - Fürst: Honoré III. (1732–1793)

- Montenegro (unter osmanischer Suzeränität)
  - Fürstbischof (Vladika): Petar I. Petrović-Njegoš (1782–1830)

- Niederlande
  - Republik der Sieben Vereinigten Provinzen
    - Erbstatthalter: Wilhelm V. (1751–1795) (1751–1806 Fürst von Nassau-Diez)

  - Österreichische Niederlande (bis 1714/95 formal Bestandteil des Heiligen Römischen Reichs)
    - Statthalter: Albert Kasimir von Sachsen-Teschen (1781–1793)

- Osmanisches Reich
  - Sultan: Abdülhamid I. (1774–1789)

- Polen
  - König: Stanislaus II. August Poniatowski (1764–1795)

- Portugal
  - Königin: Maria I. (1777–1816) (1815–1816 Königin von Brasilien)

- Preußen
  - König: Friedrich Wilhelm II. (1786–1797) ( 1786–1797 Kurfürst von Brandenburg)

- Russland
  - Kaiserin: Katharina II. (1762–1796)

- Schweden
  - König: Gustav III. (1771–1792)

- Spanien
  - König: Karl III. (1759–1788) (1735–1759 König von Neapel,  1731–1735 Herzog von Parma,  1735–1759 König von Sizilien)
  - König: Karl IV. (1788–1808)

- Ungarn
  - König: Joseph II. (1780–1790) (1765–1790 Kaiser, 1780–1790 König von Böhmen, 1780–1790 Herzog von Mailand, 1780–1790 Herzog von Mantua, 1780–1790 Erzherzog von Österreich)

- Walachei (unter osmanischer Oberherrschaft)
  - Fürst: Nicolae Mavrogheni (1786–1790)